# 豊基駅
豊基駅（プンギえき）は、大韓民国慶尚北道栄州市豊基邑西部里にある韓国鉄道公社中央線の駅である。

## 駅構造
- 島式ホーム1面2線の地上駅。

## 歴史
- 1942年4月1日 - 開業[1]。
- 2012年 - 慶北線店村駅構内で保管されていた901形蒸気機関車を移転し静態保存。
- 2023年頃 - 駅舎が増築される[2]。

## 駅周辺
- 豊基初等学校
- 豊基邑事務所
- 豊基郵便局
- 栄州警察署豊基派出所

## 隣の駅
韓国鉄道公社
中央線
丹陽駅 - 豊基駅 - 栄州駅